# Лешино (Новгородський район)
Лешино (рос. Лешино) — присілок в Новгородському районі Новгородської області Російської Федерації.
Населення становить 182 особи. Входить до складу муніципального утворення Єрмолинське сільське поселення.

## Історія
Від 2004 року входить до складу муніципального утворення Єрмолинське сільське поселення.

## Населення
| 2010 |
| ---- |
| 182  |